# Harite
Harite so v grški mitologiji tri Zevsove hčerke, boginje lepote, ljubkosti in miline; Evfrozina, Aglaja in Talija. Živele so na Olimpu in s petjem in plesom kratkočasile bogove. 
Spremljale so Afrodito, jo umivale in ji tkale oblačila. Bile so tudi prijateljice Muz, zato so bile pogosto med bogovi povezanimi z umetnostjo.
Njihove rimske vzporednice so Gracije.
Kult Harit je prišel iz Bojotije, a so ga častili po vsej Stari Grčiji. Tu se je nanašal tudi na pojem charis - usmiljenje, hvaležnost za uslugo.
Harite so bile morda prvotno boginje rastlinstva. Upodabljali so jih v dolgih oblekah, z venci. Na helenističnih kipih in pompejanskih freskah so že gole. Golota naj bi pomenila, da Harite v svoji dobronamernosti nimajo česa skrivati.
Najbolj znane Harite so na Botticellijevi sliki Pomlad (Primavera) in Rafaelove Tri gracije.